# Aérodrome de Windhoek-Eros
L'aéroport d'Eros ou Windhoek Eros (code IATA : ERS • code OACI : FYWE) est un aéroport desservant Windhoek, la capitale et plus grande ville de la République de Namibie.

## Situation
Il est situé dans la région du Khomas, à environ 5 km au sud de Windhoek du quartier central des affaires.
| Katima Mulilo Lüderitz Ondangwa Oranjemund Rundu Walvis Bay Windhoek-Eros Windhoek-H. Kutako |

## Compagnies aériennes et destinations
| Compagnies | Destinations                                                |
| ---------- | ----------------------------------------------------------- |
| FlyNamibia | Katima Mulilo-Mpacha, Lüderitz, Ondangwa, Oranjemund, Rundu |

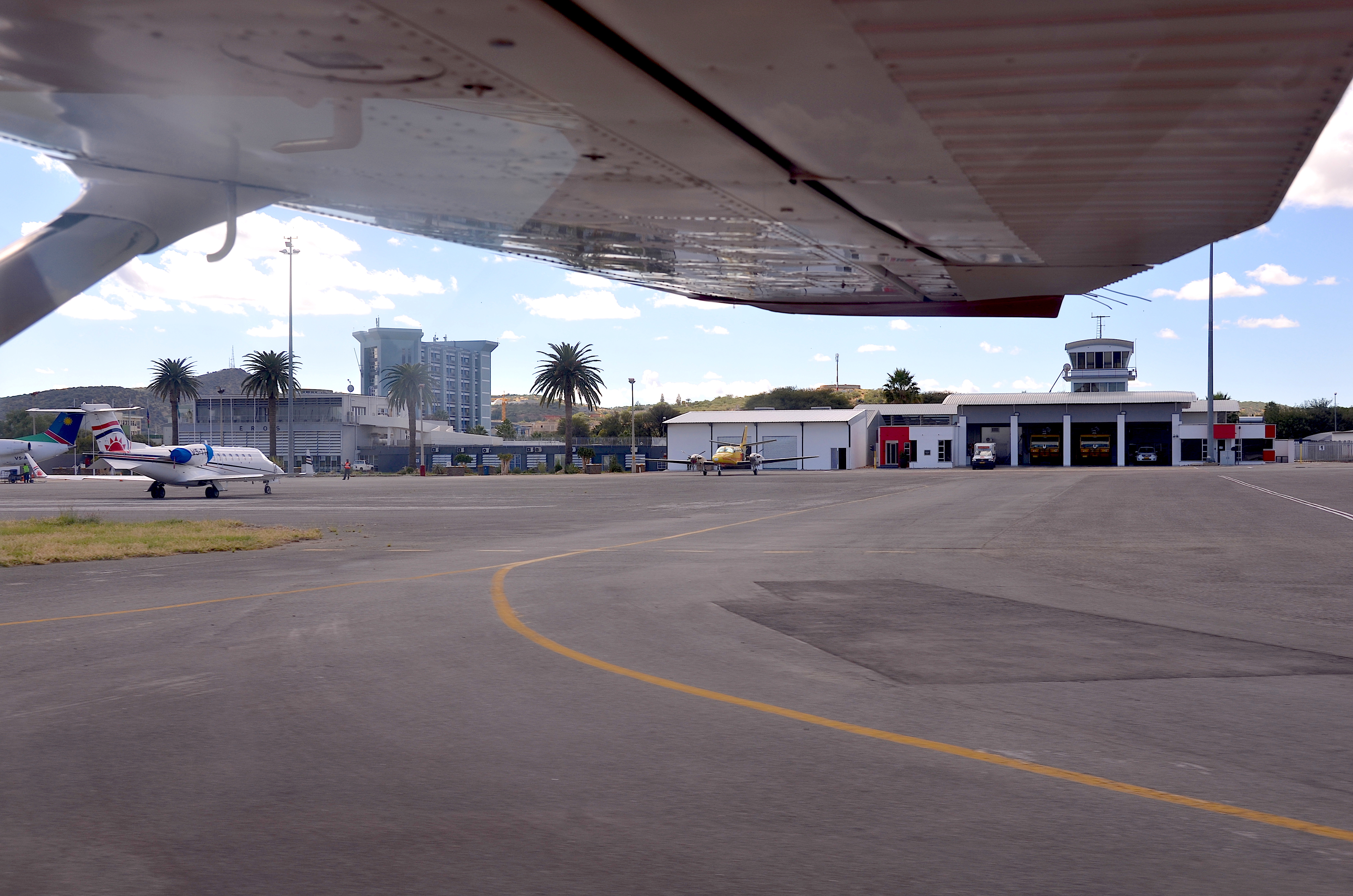
Vue des hangars de l'aéroport depuis un appareil.

Édité le 25/06/2018  Actualisé le 23/11/2023

## Statistiques
Pour des raisons techniques, il est temporairement impossible d'afficher le graphique qui aurait dû être présenté ici.

Voir la requête brute et les sources sur Wikidata.